# Return to Zero (álbum)
Return To Zero es el séptimo álbum de la banda sueca Spiritual Beggars. Se editó en Europa el 30 de agosto de 2010. Es el primer álbum en contar con Apollo Papathanasio de Firewind en las voces. También es la primera placa de Spiritual Beggars en ser editada en Argentina, a través de Jedbangers.

## Canciones
1. "Return to Zero (Intro)" – 0:52
2. "Lost in Yesterday" – 4:49
3. "Star Born" – 3:06
4. "The Chaos of Rebirth" – 5:21
5. "We are Free" – 3:24
6. "Spirit of the Wind" – 5:52
7. "Coming Home" – 3:26
8. "Concrete Horizon" – 6:02
9. "A New Dawn Rising" – 4:42
10. "Believe in Me" – 6:41
11. "Dead Weight" – 4:51
12. "The Road Less Travelled" – 3:45

## Formación
- Michael Amott – guitarra, mandolina
- Ludwig Witt – batería
- Per Wiberg  – teclados
- Sharlee D'Angelo – bajo
- Apollo Papathanasio – voces

- Datos: Q2710017